# صيدنظري عليا (مقاطعة تشرداول)
صيدنظري عليا (بالفارسية: صیدنظری علیا) هي قرية تقع في قسم آسمان‌آباد الريفي (مقاطعة تشرداول) في إيران. يقدر عدد سكانها بـ 638 نسمة بحسب إحصاء 2016.